# جيلمار دوس سانتوس نيفيس
جيلمار دوس سانتوس نيفيس (بالبرتغالية: Gylmar dos Santos Neves‏)، المعروف ب جيلمار، من (22 أغسطس 1930- 25 أغسطس 2013)، لاعب كرة قدم برازيلي، وكان يلعب كحارس مرمى، قد لعب أكثر فترات مسيرته الكروية مع نادي سانتوس، وقد كان عضوا في منتخب البرازيل لكرة القدم في كأس العالم 1958 و1962 و1966، وقد اختير حارس القرن في البرازيل، وأحد أفضل حراس المرمى في العالم بحسب الاتحاد الدولي للإحصاءات.

## مسيرته مع الأندية
بدأ جيلمار باللعب مع نادي جاباكوارا، ولكنه في عام 1951 انتقل إلى نادي كورنثيانز، ومع كورنثيانز توج بلقب دوري الولاية ثلاثة مرات في أعوام 1951 و1952 و1954.
في نهاية الخمسينات انتقل جيلمار إلى نادي سانتوس، حيث أصبح أحد أعمدة الفريق الذي يعتبر الأفضل على مر التاريخ، وفي هذا الفريق لعب مع بيليه وبيبي وزيتو ومينغالفيو وليما وكاوتينهو، وقد حقق النادي العديد من النجاحات في تلك الفترة، ففاز بلقب دوري الولاية خمسة مرات في أعوام (1962 و 1964 و 1965 و 1967 و 1968) والدوري البرازيلي أربع مرات (1962 و 1963 و 1964 و 1965) وكأس ليبرتادوريس مرتين (1962 و 1963) وكأس العالم للأندية مرتين (1962 أمام نادي بنفيكا و 1963 أمام نادي إيه سي ميلان).

## منتخب البرازيل
مع منتخب البرازيل لكرة القدم، لعب جيلمار أكثر من مئة مباراة بين رسمية وغير رسمية، وقد اختير مع منتخب البرازيل لكرة القدم المشارك في كؤوس العالم 1954 و 1958 و 1962 و 1966، وقد لعب أساسيا منذ كأس العالم لكرة القدم 1958.

## روابط خارجية
- جيلمار دوس سانتوس نيفيس على موقع الاتحاد الدولي (مؤرشف)  (الإنجليزية)
- جيلمار دوس سانتوس نيفيس على موقع الاتحاد الأوربي (الإنجليزية)
- جيلمار دوس سانتوس نيفيس على موقع قاعدة بيانات كرة القدم.إي يو (الإنجليزية)
- جيلمار دوس سانتوس نيفيس على موقع ناشيونال فوتبول تيمز (الإنجليزية)